# Kham Thale So (huyện)
Kham Thale So (tiếng Thái: ขามทะเลสอ) là một huyện (amphoe) của tỉnh Nakhon Ratchasima, đông bắc Thái Lan.

## Lịch sử
Chính phủ đã một số khu vực của Non Thai và Sung Noen district và lập tiểu huyện (king amphoe) Kham Thale So Năm 1958, và đơn vị này đã được nâng cấp thành huyện năm 1965.

## Địa lý
Các huyện giáp ranh (từ phía bắc theo chiều kim đồng hồ) là Non Thai, Mueang Nakhon Ratchasima, Sung Noen và Dan Khun Thot.

## Hành chính
Huyện này được chia thành 5 phó huyện (tambon). Kham Thale So cũng là một thị trấn (thesaban tambon) nằm trên một phần của the tambon Kham Thale So.
| 1. | Kham Thale So | ขามทะเลสอ |  |
| 2. | Pong Daeng    | โป่งแดง    |  |
| 3. | Phan Dung     | พันดุง      |  |
| 4. | Nong Suang    | หนองสรวง  |  |
| 5. | Bueng O       | บึงอ้อ      |  |